# (74085) 1998 OB12
(74085) 1998 OB12 – planetoida z pasa głównego asteroid okrążająca Słońce w ciągu 4,14 lat w średniej odległości 2,58 j.a. Odkryta 22 lipca 1998 roku.